# Фламінго (готель, Маямі-Біч)
Готель Фламінго (англ. Flamingo Hotel) знаходився на березі затоки Біскейн, у західній частині новоствореного, на той час, міста Маямі-Біч, штат Флорида. К 1955 році, готель був знесений, щоб звільнити місце для будівництва Мортон Тауерс (Morton Towers), будівлі, що тепер відома під назвою Фламінго Саус Біч (Flamingo South Beach).

## Історія

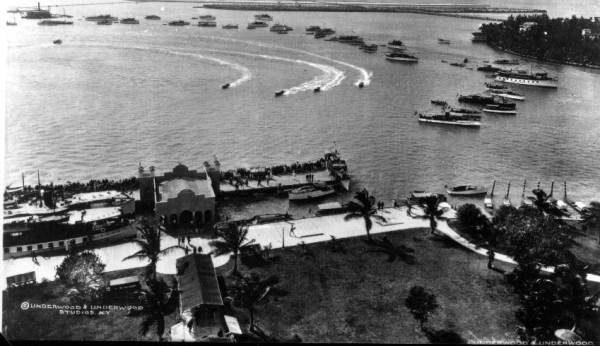
Регата швидкістних човнів у водах північної затоки Біскейн перед готелем.

Готель був спроєктований Вільямом Прайсом (William Lightfoot Price) і побудований піонером розвитку Маямі-Біч Карлом Фішером у 1921 році. Прилегле поле для гольфу було розроблене капітаном Х. С. Тіппетом (H.C. Tippet). Фішер був сповнений рішучості уникати берегів океану, де його партнер по розвитку Джон С. Коллінз побудував казино. Для Фішера гладкі води затоки Біскейн були ідеальним місцем, щоб організовувати видовища з перегонів човнів для приваблювання багатих і елітних туристів.
Піонер у рекламуванні гоночних автомобілів створив знамениту регату швидкісних катерів у затоці Біскейн (Biscayne Bay Speed Boat Regattas) біля Бел Айл (Bell Isle) як приману до свого нового гігантського готелю. Він також підігрівав імідж острова як екзотичного місця відпочинку своїми постановочними фото зі слоном Розі, що підтримувало бум продажу землі цьому районі. З місця готелю Фламінго відкривається вид на Меморіальний Острів Флаглера в затоці Біскейн.

## Галерея

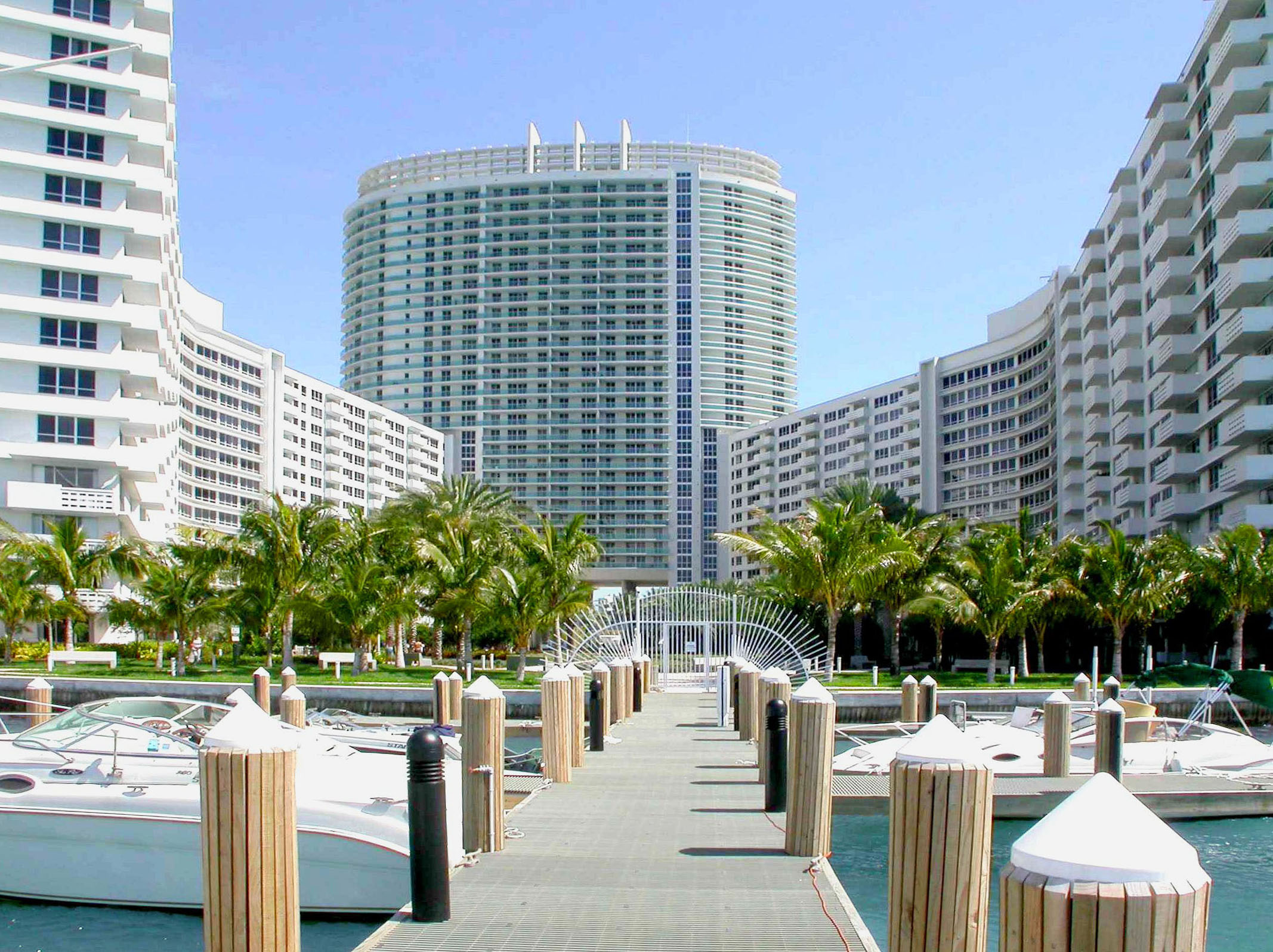
Квартирний комплекс Фламінго Саус Біч, побудований на місці готелю.
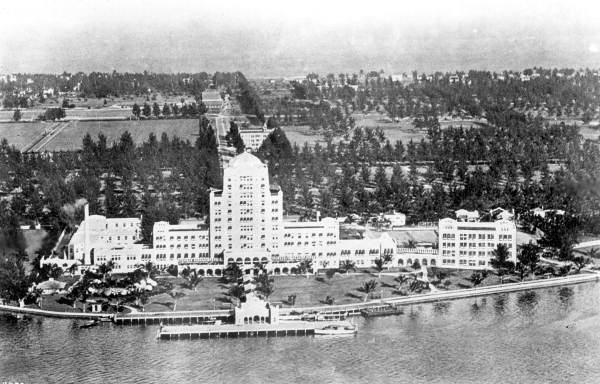
Вид на готель із повітря (1922).